# Hediste
Hediste (лат.) — род многощетинковых червей семейства нереид.

## Описание
Головная лопасть с глазами. Антенны короче пальп. Спинная лопасть коническая, почти равна средней лопасти. Спинные и брюшные усики короче соответствующих лопастей. В верхнем пучке невроподий по 1—3 крупных простых золотистых щетинок. Обитают в эстуариях и в мезогалинных водоёмах.

## Виды
Включает 9 видов:
- Hediste aste Teixeira et al., 2022
- Hediste atoka Sato & Nakashima, 2003
- Hediste diadroma Sato & Nakashima, 2003
- Hediste diversicolor (O. F. Müller, 1776)typus
- Hediste japonica (Izuka, 1908)
- Hediste kermadeca Kirkegaard, 1995[3]
- Hediste limnicola (Johnson, 1903)
- Hediste pontii Teixeira et al., 2022
- Hediste rabatensis (Mohammad, 1989)